# Balogh István (grafikus, 1890–1956)
Balogh István (Nagyvárad, 1890. július 10. – Nagyvárad, 1956. január 12.) magyar grafikus, miniatúrafestő.

## Élete
1911–12-ben a Bajor Királyi Akadémián tanult Münchenben. 1913 és 1914 között tanulmányait Olaszországban, főként Rómában folytatta.
Később Ady és a holnaposok körében kezdett el munkálkodni, a Holnap Társaságnak is tagja volt.

## Stílusa, művei
Pályája kezdetén Mednyánszky László és Gulácsy Lajos festészete ihlette meg, Münchenben a szecesszió úttörő mesterei, Max Klinger és Franz von Stuck hatása alá került, Olaszországban Giotto és Piero della Francesca áhítatos művészete nyűgözte le. Képalkotása hangsúlyosan a szecesszió és a szimbolizmus hatására bontakozott ki.
Fölújítója lett a biedermeier korban divatozó miniatúrafestészetnek. Hajszálvékony ecsettel pontokból és vonalakból összeálló kisméretű képeinek többsége illusztráció, de vannak portréi, tájképei és szimbolikus kompozíciói is.

## Művek közgyűjteményekben
- Ady Múzeum, Nagyvárad
- Iparművészeti Múzeum, Budapest
- Magyar Nemzeti Galéria, Budapest
- Petőfi Irodalmi Múzeum, Budapest

## Kiállításai

### Válogatott csoportos kiállítások
- 1910: a Művészház nagyváradi kiállítása
- 1942–1956: Nagyváradi csoportos kiállítások
- 1997: A szecessziós könyvillusztrálás Magyarországon 1895-1925, Miskolci Galéria, Miskolc

### Emlékkiállítások
- 1956: Ady Múzeum, Nagyvárad
- 1973: Körösvidéki Múzeum, Nagyvárad
- 1974
  - Kolozsvár
  - Bukarest
  - Szépművészeti Múzeum, Budapest
- 1997: Petőfi Irodalmi Múzeum, Budapest (gyűjt., kat.)
- 1998: Déri Múzeum, Debrecen.
- 2011: "Empire Galeria, Nagyvárad " [2]